# 234
| [ Edytuj tabelę ] |                                             |
| Władca Korei      | - 227 Tongch’ŏn 248                         |
| Papież            | - 217 Hipolit Rzymski 235 - 230 Poncjan 235 |
| Król Persji       | - 224 Ardaszir I 241                        |
| Cesarz Rzymu      | - 222 Aleksander Sewer 235                  |

Rok 234 / CCXXXIV
stulecia: II wiek ~
III wiek ~
IV wiek

lata: 224 «
229 «
230 «
231 «
232 «
233 «
234
» 235
» 236
» 237
» 238
» 239
» 244

## Wydarzenia
- Inintimajos i Reskuporis III zostali współwładcami krymskiego Bosporu.

## Urodzili się
- Wang Rong, chiński polityk (zm. 305).

## Zmarli
- Kotys III, król Bosporu.
- Zhuge Liang, chiński polityk i kanclerz (ur. 181).